# 阿道夫·舒尔茨-埃夫勒
阿道夫·安杰伊·舒尔茨-埃夫勒（波蘭語：Adolf Andrzej Schulz-Evler，1852年12月12日—1905年5月15日），波兰钢琴家、作曲家。
舒尔茨-埃夫勒出生于波兰拉多姆，曾在华沙音乐学院跟随斯坦尼斯拉夫·莫纽什科学习作曲，在柏林师从卡尔·陶西格，1888至1904年间担任哈尔科夫国立艺术学院教授。舒尔茨-埃夫勒一共写过包括钢琴和歌曲在内的52首作品，但大多数都被遗忘，唯一的例外是他用小约翰·施特劳斯《蓝色多瑙河》华尔兹主题所写的阿拉伯风格钢琴曲（Arabesken über Themen des Walzers An der schönen blauen Donau von Johann Strauß），约瑟夫·列温、豪尔赫·博列特、厄尔·怀尔德等技巧出众的钢琴家喜欢演奏此曲。